# Михалицы (Ивановская область)
 Михалицы — село в Ивановском районе Ивановской области. Входит в состав Богданихского сельского поселения.

## География
Находится в центральной части Ивановской области на расстоянии приблизительно 18 км на юг-юго-восток по прямой от вокзала станции Иваново на левобережье речки Уводь.

## История
Появилась на карте еще 1808 года. В 1859 году здесь (тогда деревня Шуйского уезда Владимирской губернии) было учтено 40 дворов, в 1902 — 31.

## Население
Постоянное население составляло 130 человек (1859 год), 177 (1902), 20 в 2002 году (русские 100 %), 17 в 2010.